# 施皖雄
施皖雄（1963年10月6日—2021年9月30日），福建泉州人，数学家。他主要从事微分几何领域的研究，尤其是其对于里奇流的研究曾为解决庞加莱猜想做出了基础性贡献。

## 生平
施皖雄早年就读于福建省泉州第五中学，1978年考入中国科学技术大学数学系。1982年毕业后进入中国科学院数学研究所深造，师从陆启铿与钟家庆。1985年获硕士学位。此后赴美国加州大学圣地亚哥分校留学，师从菲尔兹奖得主、著名微分几何学家丘成桐。1987年丘成桐赴哈佛大学任教，施皖雄也转学至哈佛。1989年获博士学位。丘成桐认为施皖雄是他最出色的学生之一，而“里奇流之父”理查德·哈密顿也对他的工作赞誉有佳。
博士毕业后，施皖雄于1989年赴普渡大学任教。1997年，他因没有通过终身教职的考核而被迫离开。丘成桐认为，施未能获得终身教职可能与田刚有关，而当年游说施加入普渡的莫宗坚也没有出面挽救这一结果。此后施皖雄移居华盛顿特区。从此他离开学术界，深居浅出。2021年9月30日晚，他因心脏病在华盛顿特区去世，终年57岁。